# Rajakylä (Vantaa)
Pour les articles homonymes, voir Rajakylä.
Rajakylä (en suédois : Råby, est un quartier du district de Hakunila à Vantaa en Finlande,.

## Présentation
Rajakylä est un quartier construit de maisons individuelles entre la Porvoonväylä et la frontière d'Helsinki,.
Il forme une zone de maisons individuelles avec le quartier Vesala d'Helsinki.
Les lignes de bus mèneant à la station de métro Mellunmäki, Tikkurila, Länsisalmi, Sotunki et Myyrmäki passent par Rajakylä.
De nombreux habitants des villages frontaliers travaillent du côté d'Helsinki.

## Galerie

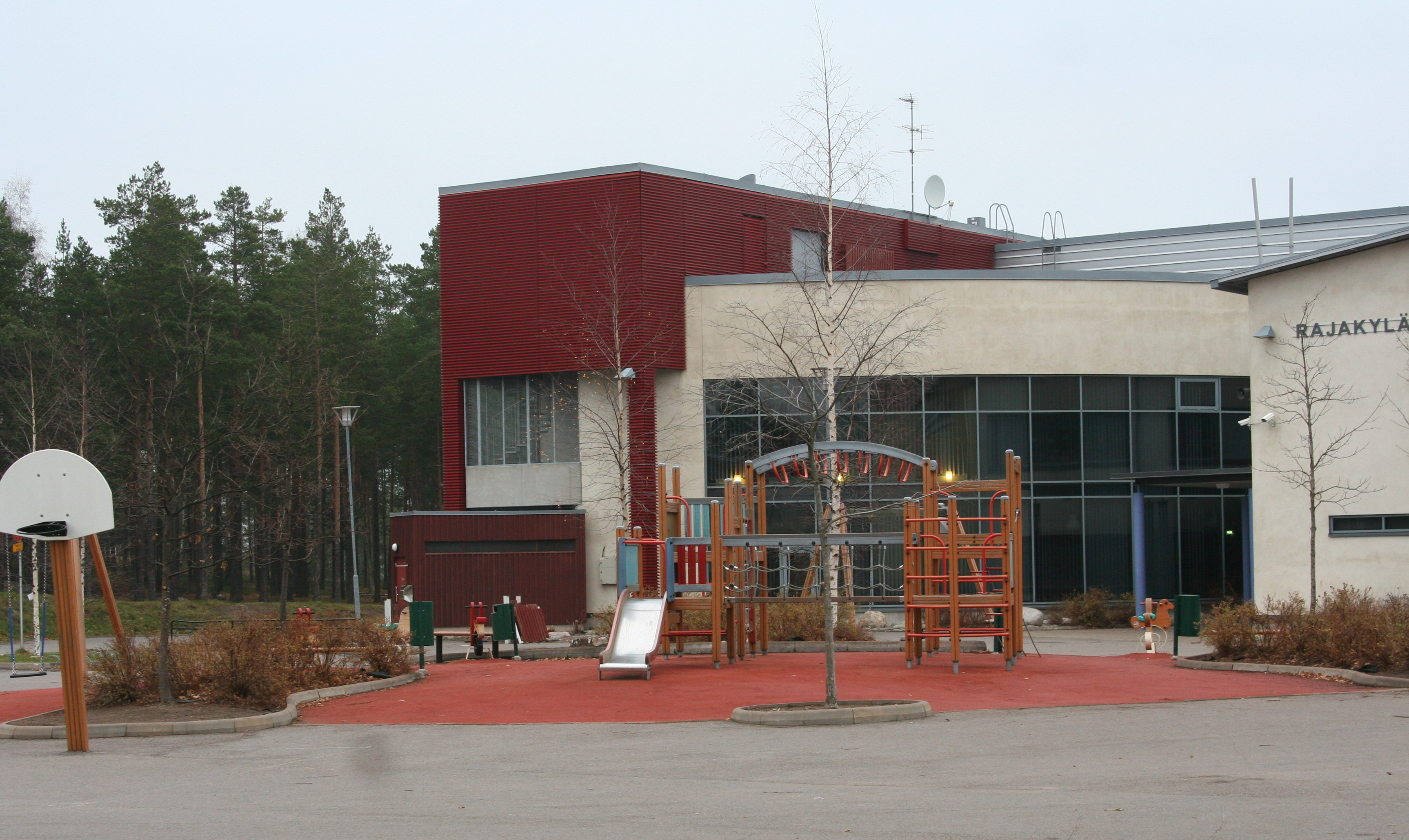
École de Rajakylä.
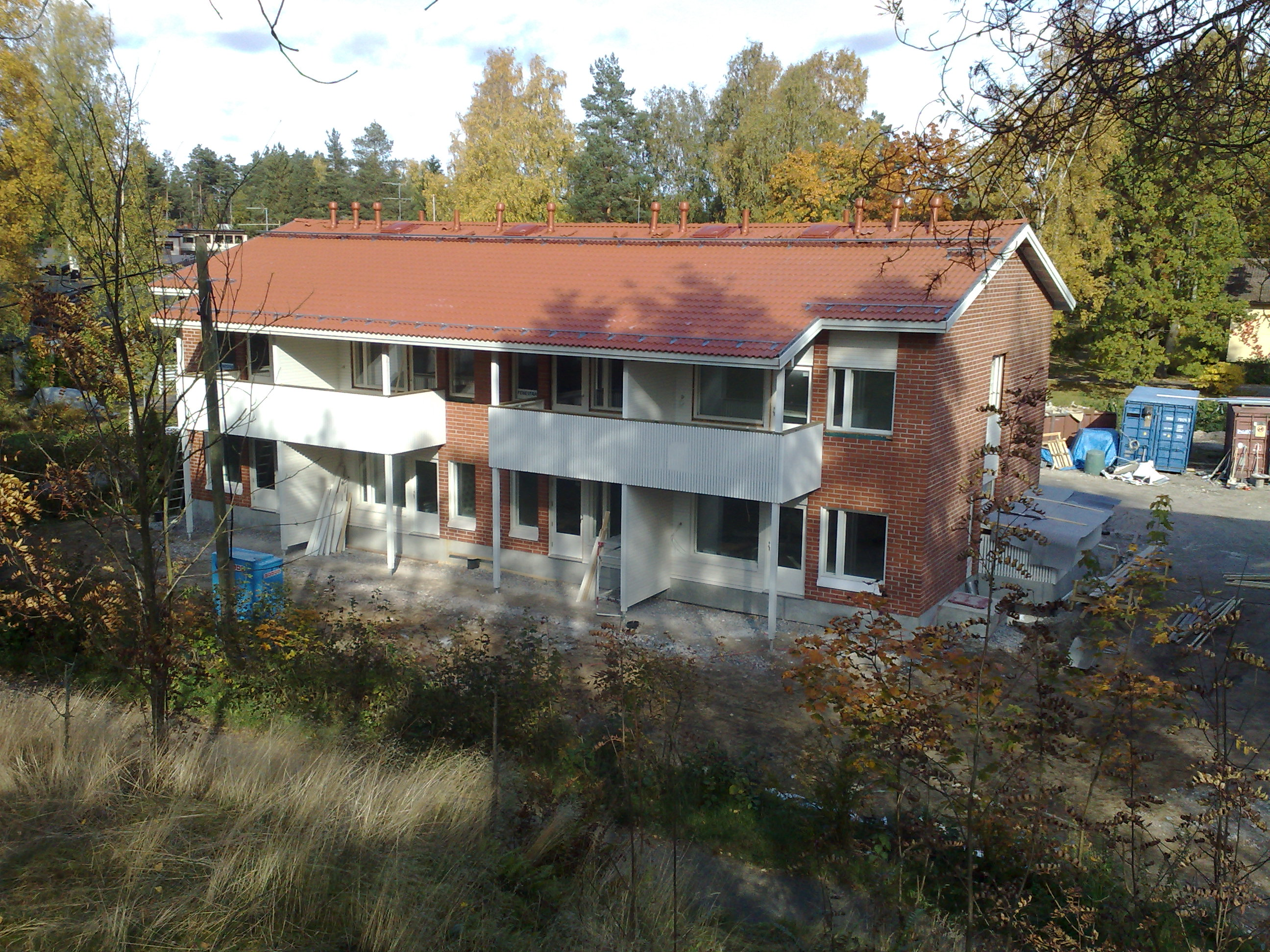
Rajakentänpolku.

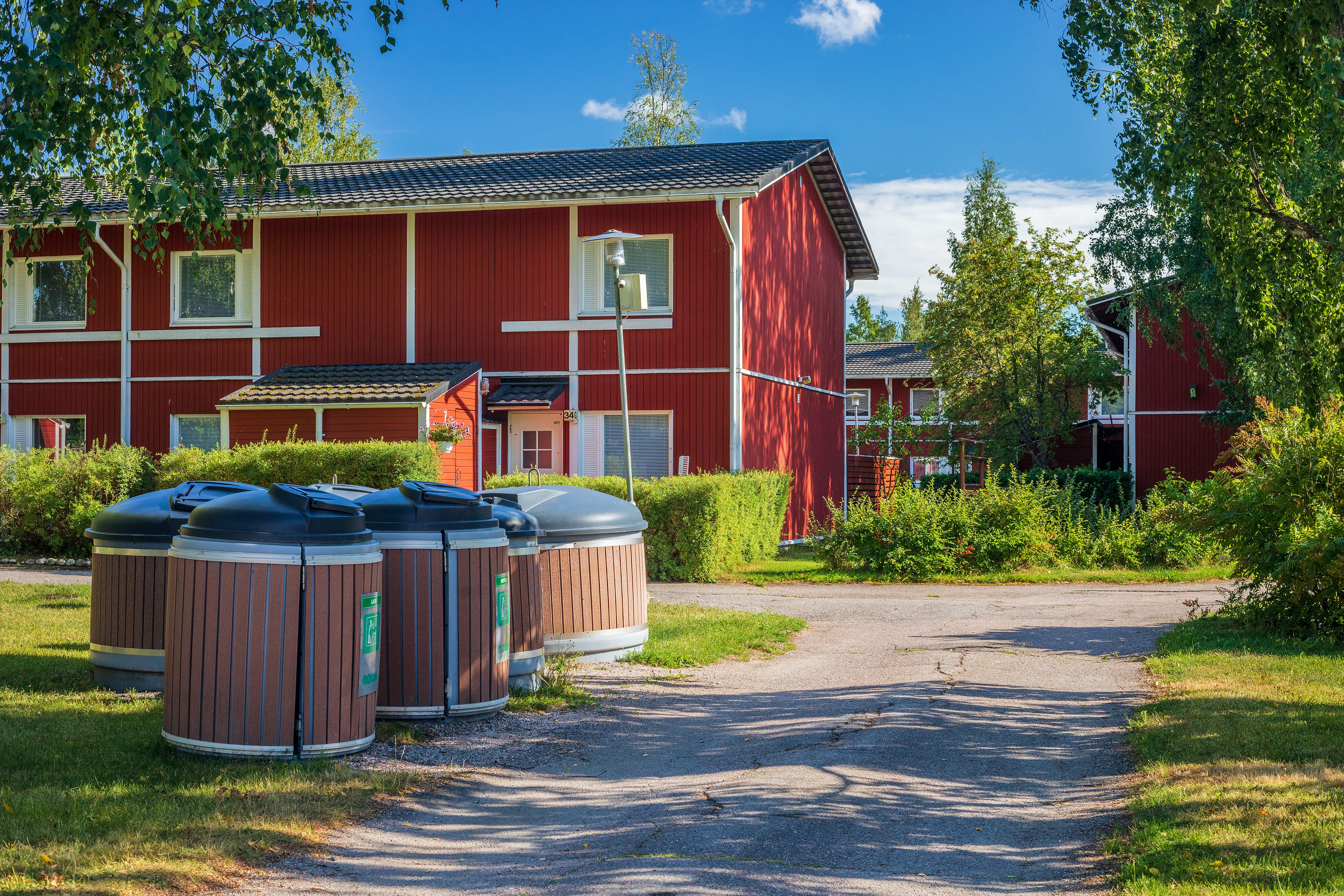
Maratontie 25.
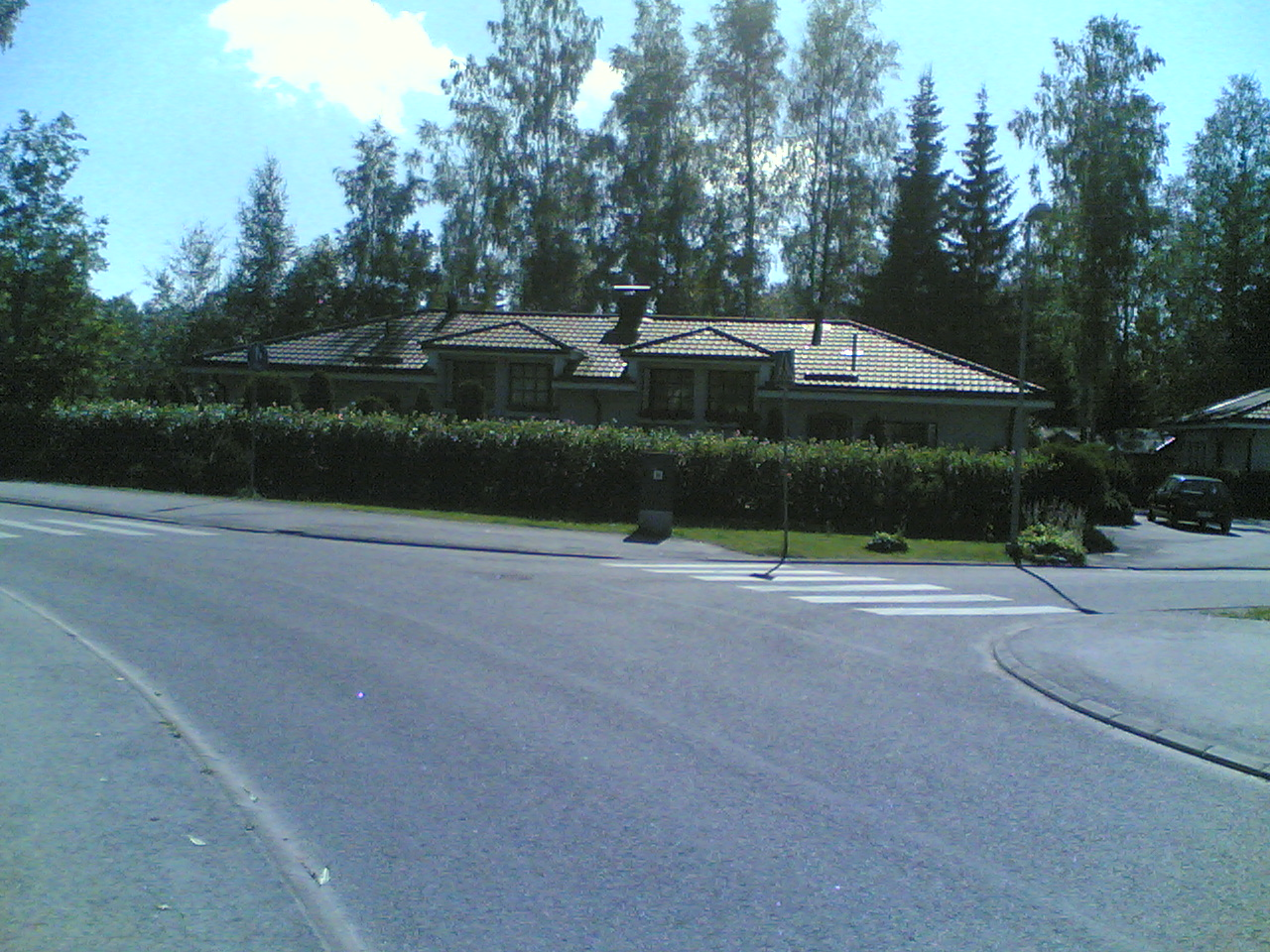
Viestitie et Ratsutie.